# Reto Wettstein
Reto Wettstein (* 30. März 1979) ist ein Schweizer Politiker aus Brugg im Kanton Aargau. Er ist Mitglied der Freisinnig-Demokratischen Partei (FDP) und bekleidet das Amt des Vize-Ammanns in der Stadt Brugg. Zudem ist er als Grossrat im Kanton Aargau tätig.

## Leben

### Politische Laufbahn
Reto Wettstein begann seine politische Karriere auf kommunaler Ebene in Brugg. Als Vize-Ammann vertritt er den Stadtammann bei dessen Abwesenheit.
Seit seiner Wahl in den Aargauer Grossrat am 20. Oktober 2024 ist Wettstein auf kantonaler Ebene aktiv. Als Mitglied der FDP-Fraktion vertritt er liberale Positionen.

### Privates
Reto Wettstein lebt in Brugg.